# Inventarwert
Der Inventarwert (Nettovermögenswert, engl. net asset value) ist eine Kennzahl aus dem Bereich der Investmentfonds.
Er drückt den rechnerischen Substanzwert eines Fonds aus Sicht des Anlegers aus. Er stellt die Summe der Werte aller Vermögensgegenstände und Forderungen abzüglich eventueller Schulden und Verpflichtungen des Fonds sowie der Kosten des Fonds dar.
Teilt man diesen Wert durch die Zahl der ausgegebenen Fondsanteile, so erhält man den Anteilspreis des Fonds. Der Ausgabepreis ergibt sich aus diesem Anteilspreis zuzüglich eines eventuellen Ausgabeaufschlags. Der Rücknahmepreis entspricht in der Regel dem Anteilspreis (Rücknahmeabschläge sind in Deutschland nicht üblich).
Für Publikumsfonds wird der Inventarwert börsentäglich berechnet und stellt oft die Basis für die Abrechnung von Kauf oder Verkauf von Fondsanteilen dar.